# 皇瑗
皇瑗（？—前477年），子姓，皇氏，名瑗，宋国右师。
前487年春，皇瑗率军侵郑国，因为郑叛晋国。前485年，郑国罕达（武子賸）的宠臣许瑕请求封邑，郑国没有地方能封给他了。许瑕请求在外国，罕达答应，包围宋国雍丘。皇瑗于是包围郑军，每日挖沟筑垒，连成一线。郑军都号啕大哭，罕达救援，大败于宋国。二月十四，宋军在雍丘全歼郑军，留下有才能的人的性命，带了郏张、郑罗回国。
前482年秋，卫出公在郧地会见吴国人。鲁哀公和卫出公、皇瑗在郧结盟，但是辞谢和吴国结盟。吴国人围住了卫出公的馆舍。鲁国子服景伯派子贡请求太宰嚭释放卫出公，子贡说：“卫君前来，一定和他的臣下们商量，那些人有的同意他来，有的不同意他来，因此才来晚了。那些同意的人，是您的朋友。那些不同意的人，是您的仇人。如果拘禁了卫国国君，这是毁了朋友而抬高了仇人，那些想毁坏您的人就得意了，而且会合诸侯却拘留了卫国国君，谁敢不怕？毁坏了朋友，抬高了仇人，而又让诸侯害怕，也许难于称霸吧！”太宰嚭于是释放了卫出公。
皇瑗之子皇酁般、皇麇。皇麇夺取了哥哥皇酁般的封邑给了他的朋友田丙。皇酁般大怒出走，告诉司马桓魋的家臣子仪克。子仪克到宋国告诉夫人，皇麇打算接纳桓氏。宋景公询问子仲（皇野）。皇野本来想立杞姒的儿子皇非我为嫡子。皇麇说一定要立长子，皇野大怒不从。这时对国君说：“右师已经老了，不会作乱，对麇就不了解了。”宋景公抓住皇麇。皇瑗逃亡晋国，宋景公派人把他召回。前477年春，宋国杀皇瑗。宋景公恢复皇氏家族，以皇缓做右师。